# Hylurgops
Hylurgops är ett släkte av skalbaggar som beskrevs av Leconte 1876. Hylurgops ingår i familjen vivlar.

## Bildgalleri

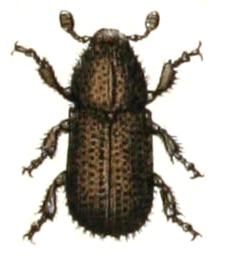

## Dottertaxa tillHylurgops, i alfabetisk ordning[1][2]
- Hylurgops alternans
- Hylurgops batnensis
- Hylurgops bonvouloiri
- Hylurgops corpulentus
- Hylurgops dubius
- Hylurgops electrinus
- Hylurgops eusulcatus
- Hylurgops fallax
- Hylurgops flohri
- Hylurgops fushunensis
- Hylurgops glabratus
- Hylurgops grandicollis
- Hylurgops granulatus
- Hylurgops imitator
- Hylurgops incomptus
- Hylurgops inouyei
- Hylurgops interstitialis
- Hylurgops junnanicus
- Hylurgops knausi
- Hylurgops lecontei
- Hylurgops likiangensis
- Hylurgops longipennis
- Hylurgops longipilus
- Hylurgops major
- Hylurgops modestus
- Hylurgops niponicus
- Hylurgops palliatus
- Hylurgops parvus
- Hylurgops piger
- Hylurgops pilosellus
- Hylurgops pinifex
- Hylurgops planirostris
- Hylurgops porosus
- Hylurgops reticulatus
- Hylurgops rugipennis
- Hylurgops schellwieni
- Hylurgops spessivtsevi
- Hylurgops squamosus
- Hylurgops starki
- Hylurgops subcostulatus
- Hylurgops sulcatus
- Hylurgops transbaicalicus
- Hylurgops tuberculatus
- Hylurgops tuberculifer